# هيكتور فاريلا
هيكتور فاريلا (بالإسبانية: Héctor Varela)‏ هو ملحن أرجنتيني، ولد في 29 يناير 1914 في بوينس آيرس في الأرجنتين، وتوفي بنفس المكان في 30 يناير 1987.

## وصلات خارجية
- هيكتور فاريلا على موقع IMDb (الإنجليزية)
- هيكتور فاريلا على موقع ميوزك برينز (الإنجليزية)
- هيكتور فاريلا على موقع ديسكوغز (الإنجليزية)